# APO Akratitos
El Athlītikos Podosfairikos Omilos Akratītos Anō Liosiōn (en griego: Αθλητικός Ποδοσφαιρικός Όμιλος Ακράτητος Άνω Λιοσίων; en español: Club de Fútbol Deportivo Akratos Ano de Liosia), conocido simplemente como APO Akratitos, es un equipo de fútbol de Grecia que juega en la Gamma Ethniki Grupo 8, la cuarta liga de fútbol más importante del país.

## Historia
Fue fundado en el año 1963 en la ciudad de Ano Liosa, pasando sus primeros años en una relativa oscuridad bajo la gestión de Giannis Pathiakakis, que murió durante una sesión de entrenamiento en el 2002, y como consecuencia, el nombre de su estadio lleva su nombre.
Akratitos estuvo 3 temporadas consecutivas en la Superliga de Grecia entre 2001 y 2004, hasta que en el 2004 descendieron a la Beta Ethniki tras perder el duelo por la permanencia ante el Ergotelis FC, aunque a la temporada siguiente retornó a la máxima categoría.
En la temporada 2005/06 terminaron en último lugar, por lo que descendieron a la Beta Ethniki otra vez, aunque el club decidió abandonar las ligas profesionales para jugar automáticamente en la Delta Ethniki. En su última temporada en la Superliga de Grecia tuvieron la asistencia más baja para un partido de esa categoría, ya que solamente acudieron 26 personas al partido en que se enfrentaron al Skoda Xanthi FC.
El club descendió de la Delta Ethniki en el 2009 tras quedar en el puesto 12 del grupo 7, lo que le llevó a jugar en la División West Attica.

## Participación en competiciones de la UEFA
| Temporada | Torneo             | Ronda | Club         | Casa | Visita |
| --------- | ------------------ | ----- | ------------ | ---- | ------ |
| 2003      | UEFA Intertoto Cup | 2     | AC Allianssi | 0–1  | 0-0    |

## Jugadores

### Jugadores destacados
| - Juan José Borrelli - Froylán Ledezma - William Sunsing - Berny Peña - Nader El-Sayed - Laurent Macquet - Dimitris Papadopoulos | - Viacheslav Khorkin - Paolo Vanoli - Roberto Merino - Bogdan Stelea - Lucian Marinescu - Erik Lincar - Milan Obradović |